# Skotoússa (Serrès)
Skotoússa, en grec moderne : Σκοτούσσα, est un village et un ancien dème du district régional de Serrès, en Macédoine-Centrale, Grèce. Depuis 2010, il est fusionné au sein du dème d'Iráklia.
Selon le recensement de 2011, la population du dème compte 5 135 habitants tandis que celle du village s'élève à 1 415 habitants.